# Guillermo Sara
Guillermo Sara (* 30. září 1987, Rafaela, provincie Santa Fé, Argentina) je argentinský fotbalový brankář, momentálně hostuje ve španělském klubu Betis Sevilla z argentinského Atlética de Rafaela. Má i italské občanství.

## Klubová kariéra
Guillermo Sara se narodil v argentinském městě Rafaela, kde hrál v juniorských letech v místním fotbalovém klubu Atlético de Rafaela. V dresu Atlética rovněž debutoval v profi kopané v roce 2008. V červenci 2013 odešel hostovat do španělského celku Betis Sevilla.